# Druga Komisja Jacques’a Delorsa
Druga Komisja Jacques’a Delorsa – Komisja Europejska, która swoją działalność rozpoczęła w 1989, a zakończyła w 1993 roku. Przewodniczącym Komisji był Jacques Delors, a wiceprzewodniczącymi Henning Christophersen, Frans Andriessen, Martin Bangemann, Leon Brittan, Manuel Marín i Filippo Maria Pandolfi.
Komisja składała się z Przewodniczącego i 16 komisarzy. Dwóch miała Francja, Hiszpania, Wielka Brytania, Włochy i Niemcy, a po jednym Dania, Belgia, Luksemburg, Holandia, Grecja, Irlandia i Portugalia.

## Skład Komisji
| Komisja | Komisarz                |
| --- | ----------------------- |
| Przewodniczący | Jacques Delors          |
| Europejski Komisarz ds. Rolnictwa i Rozwoju Wsi                                                                   | Ray MacSharry           |
| Europejski Komisarz ds. Zatrudnienia, Spraw Społecznych i Wyrównywania Szans                                      | Waso Papandreu          |
| Europejski Komisarz ds. Konkurencji, Europejski Komisarz ds. Budżetu i Programowania Finansowego                  | Leon Brittan            |
| Europejski Komisarz ds. Budżetu i Programowania Finansowego                                                       | Peter Schmidhuber       |
| Europejski Komisarz ds. Rynku Wewnętrznego i Usług, Europejski Komisarz ds. Przemysłu i Przedsiębiorczości        | Martin Bangemann        |
| Europejski Komisarz ds. Rozwoju i Pomocy Humanitarnej, Europejski Komisarz ds. Gospodarki Morskiej i Rybołówstwa  | Manuel Marín            |
| Europejski Komisarz ds. Transportu, Europejski Komisarz ds. Zdrowia i Polityki Konsumenckiej                      | Karel Van Miert         |
| Europejski Komisarz ds. Edukacji, Kultury, Wielojęzyczności i Młodzieży                                           | Jean Dondelinger        |
| Europejski Komisarz ds. Energii, Europejski Komisarz ds. Administracyjnych                                        | António Cardoso e Cunha |
| Europejski Komisarz ds. Ekonomicznych i Monetarnych                                                               | Henning Christophersen  |
| Europejski Komisarz ds. Stosunków Zewnętrznych i Europejskiej Polityki Sąsiedztwa, Europejski Komisarz ds. Handlu | Frans Andriessen        |
| Europejski Komisarz ds. Badań Naukowych i Innowacji, Europejski Komisarz ds. agendy cyfrowej                      | Filippo Maria Pandolfi  |
| Europejski Komisarz ds. Podatków i Unii Celnej                                                                    | Christiane Scrivener    |
| Europejski Komisarz ds. Polityki Regionalnej                                                                      | Bruce Millan            |
| Europejski Komisarz ds. Środowiska                                                                                | Carlo Ripa di Meana     |
| Europejski Komisarz ds. Polityki Śródziemnomorskiej                                                               | Abel Matutes            |